# Seznam evroposlancev iz Slovaške
Seznam evroposlancev iz Slovaške je krovni seznam.

## Seznami
- seznam evroposlancev iz Slovaške (2004-2009)
- seznam evroposlancev iz Slovaške (2009-2014)
- poimenski seznam evroposlancev iz Slovaške